# Північна територія
Північна Територія (англ. Northern Territory; NT) — федеральна територія у складі Австралії, займає центральну північ континенту. Площа 1 346 200 км². Столиця Дарвін (основний порт), другим за величиною містом є Аліс-Спрингс.

## Географія
Переважна частина території лежить у тропічній зоні зі значними перепадами температур та невеликою кількістю опадів. Для водопостачання використовуються артезіанські свердловини.
Найвища точка — гора Зіл 1510 м у хребті Макдоннелл.
У Національному парку Какаду зустрічаються наскельні малюнки тварин, птахів та риб (вік зображень — 50—60 тис. років).

## Виробництво
Виробництво: м'ясна худоба, креветки; видобуток бокситів (Гоув), золота і міді (Теннант-Крік), урану (Рейнджер).

## Населення
Чисельність населення Північної території 2010 року становила 229 675 людина, чи 0,8 % від населення Австралії. Зростання населення порівняно з 2009 роком склало 1,9 %, що є найменшим показником серед усіх штатів та територій Австралії.
Населення Північної території наймолодше в Австралії з найвищою часткою людей віком до 15 років та найнижчою часткою людей старше 65 років. Середній вік жителів Північної території 30,3 року, що майже на 6 років менше від цього показника в цілому по Австралії.
Населення Північної території складають представники більш ніж 100 національностей. Інтереси різних етнічних груп представляють понад 50 організацій.
Австралійські аборигени становлять 32,5% населення Північної території, їм належить близько 49% землі. Очікувана тривалість життя аборигенів значно нижча за інших жителів Північної території, що характерно і для Австралії в цілому (приблизно на 11 років). Аборигенські спільноти є в багатьох місцях території, найбільші з них Біжанжажара біля Улуру, Аранда біля Аліс-Спрінгс, Луріжа між двома попередніми, Валпірі далі на північ і Йолна у східній частині півострова Арнем-Ленд.
За даними перепису 2006 13,8% населення народилися за межами Австралії. 2,6% прибутку з Англії, 1,7% - з Нової Зеландії, 1,0% - з Філіппін, 0,6% - зі США та 0,5% - зі Східного Тимору.
Понад 54% населення території проживає в Дарвіні (з передмістями та прилеглим Палмерстоном - 120 900 осіб). Менше половина населення проживає у сільській місцевості.

## Історія
Північна територія спершу була частиною Південного Уельсу, анексована 1863 року Південною Австралією, але з 1911 до 1978 (до введення самоврядування) була під управлінням австралійського уряду Співдружності. 1984 року до складу території були додані Кокосові Острови та Острів Різдва.

## Символи Північної Території
- Квітка: Gossypium sturtianum
- Тварина: Кенгуру рудий
- Птах: Орел клинохвостий
- Кольори: чорний, білий і охра